# Dailyme
Dailyme ist ein Video-on-Demand-Angebot für mobile Endgeräte. Es steht über Mobile Apps auf den gängigen Betriebssystemen Android, Apple und Windows zur Verfügung, sowie eingeschränkt über die Weboberfläche des Anbieters. Das wichtigste Merkmal ist der Download von Sendungen über WLAN (oder, falls gewünscht, auch über Mobilfunk) und das zeitversetzte Ansehen offline ohne Internetverbindung, vom Anbieter „Download-2-Go-Verfahren“ genannt. Dailyme ist ein Streamingportal, das die Senderechte ausgewählter Fernsehsender und anderer Programmpools unterlizenziert und parallel zu anderen Streamingportalen anbietet. Verfügbar ist jeweils eine Auswahl aus dem Programmangebot kooperierender Programmpartner. Größte Anteilseigner sind die ReFer GmbH und die hotsplots GmbH. Geschäftsführer ist Jonathan Dähne.

## Merkmale und Geschäftsmodell
Nach Ansicht des Spiegel sei mobiles Fernsehen „schwieriger, als es klingt“, da unterwegs die WLAN-Versorgung oft unzureichend sei und Videos für das Datenvolumen eine enorme Belastung sind. Zu den wichtigsten Merkmalen gehört neben dem Download für das zeitversetzte Fernsehen, dass das Hauptprogrammangebot kostenlos ist. Damit gehört es für die Computerwoche neben Save.TV und Livestation zu den drei besten Apps für mobiles Fernsehen und wird von der Chip-Redaktion als eine der besten Apps mit „Sehr gut“ bewertet. Finanziert wird das vielseitige Angebot für jeden Geschmack über Werbung, die meist vor der Sendung, aber je nach Länge auch in Unterbrecherpausen gesendet wird. Hinzu kommen Werbebanner in der Bedienoberfläche.
Gegründet wurde das Unternehmen 2007 in Berlin als Startup von Michael Merz, Dirk Kamrad und Holger Schween. 2008 war das Angebot erstmals verfügbar. Da der Plattformbetreiber mit den Rechteinhabern Unterlizenzen zur Zweitverwertung aushandeln muss, ist das Programmangebot Änderungen unterworfen. Während Sendungen der RTL-Gruppe erst im Dezember 2016 dazukamen (und hier nur aus den Programmen von RTL II und RTL II You), wurden andere Sender wie z. B. Family TV (mit blizz) wieder aus dem Angebot entfernt. Wie lange eine heruntergeladene Sendung verfügbar bleibt, ist von der ausgehandelten Lizenz abhängig, begrenzt sind vor allem Übernahmen aus privaten Programmpools. Während die Anwendung in früheren Versionen als altbacken beschrieben wurde, sieht sie in aktuellen Versionen neuer und „frischer“ aus.

## Inhalte
Zu den angebotenen Programminhalten gehören Serien, Shows und Spielfilme, als auch Nachrichten, Dokumentationen und Kindersendungen von einer Vielzahl an privaten wie öffentlich-rechtlichen und privaten Sendern, darunter die der ARD, ZDF, Gemeinschaftsprogramme wie Arte, Sender der ProSiebenSat.1 Media und der RTL Group, Sport1 oder der BBC. Fast alle Sendungen werden aus dem Free-TV lizenziert, es sind aber auch einzelne Sendungen aus dem Pay-TV verfügbar, z. B. ältere Serien aus dem yfe-Familienprogramm. Zu den Videoinhalten, die unabhängig von einer Senderzugehörigkeit produziert werden, gehören Einzelsendungen von Programmzulieferern wie z. B. NZZ Format oder ein Lifestylemagazin von Yahoo, Podcasts, wie z. B. von Heise, Chip oder PC Welt, Filme aus dem Programmpool des DDR-Filmarchivs (darunter alte Folgen von Polizeiruf 110 oder Barfuß ins Bett) oder Nachrichtenzusammenfassungen von Reuters. Der Spiegel sieht Dailyme eher als Ergänzung statt als Alternative zu kostenpflichtigen Angeboten wie Netflix oder Watchever, da hierfür die „großen Filme und Serien“ fehlten.
Für Kinder ist eine Kindersicherung verfügbar, die gewährleisten soll, dass Kinder nur für sie geeignete Sendungen ansehen können. Ergänzend gibt es als einziges kostenpflichtiges Angebot eine zusätzliche „Kids-Flatrate“ für Kindersendungen. Inzwischen sind rund 600 Sendungen verfügbar. Das Angebot lässt sich auch ohne ein Benutzerkonto nutzen. Die Aktualität variiert. Während Nachrichten und Magazinsendungen (darunter z. B. Panorama und Monitor) aktuell sind, ist beispielsweise von der BBC-Auto-Serie Top Gear nur die elfte Staffel von 2008 im Angebot, von der Comedy-Serie Herzbube mit zwei Damen (Family TV und blizz) waren nur die ersten Staffeln verfügbar.

## Technik
Die Anwendung kann so eingestellt werden, dass nur WLAN zum Herunterladen verwendet wird, die Sendungen werden je nach Verfügbarkeit und bestehender Internetverbindung automatisch heruntergeladen. Wenn eine Sendung „eingeschaltet“ wird, entspricht dies einem Abonnement für diese Einzelsendung. Eine Stunde Sendezeit benötigt etwa 150 MB Speicherplatz. Ein Symbol macht auf neue Downloads aufmerksam. In der App kann ein Limit für den maximalen Speicherplatz festgelegt werden. Die Downloads lassen sich – um Speicherplatz zu sparen – in drei verschiedenen Qualitäten einstellen. Bei Nutzung einer externen Speicherkarte wurde in früheren Programmversionen ausschließlich diese für die Downloads verwendet, inzwischen kann der Nutzer zwischen internem Speicher und einer SD-Karte wählen.
Die Benutzeroberfläche gilt als übersichtlich gestaltet und bietet Streams (bei höchster Qualitätseinstellung) in ansprechender Bild- und Tonqualität.
Auf der Website des Anbieters wurde Jahre nach dem Start des Angebots eine Weboberfläche für Streaming implementiert. Der Download von Sendungen, sowie die Inhalte der Sender der ProSiebenSat.1-Sendergruppe sind jedoch nur in der App verfügbar.